# Clubiona phragmitis
Clubiona phragmitis este o specie de păianjeni din genul Clubiona, familia Clubionidae, descrisă de C. L. Koch, 1843. Conform Catalogue of Life specia Clubiona phragmitis nu are subspecii cunoscute.